# Elitserien 1978/1979
Sezóna 1978/1979 byla 4. sezonou Švédské ligy ledního hokeje. Mistrem se stal tým MoDo AIK. Poslední tým sestoupil a předposlední hrál baráž o udržení proti nejlepším celkům druhé ligy.
| Vysvětlivky                              |
| ---------------------------------------- |
| Tým nepostupující do semifinále play off |
| Tým hrající Kvalserien (baráž)           |
| Sestupující tým                          |

## Základní část
| Poř. | Tým                | Z  | V  | R | P  | Skóre     | B  |
| ---- | ------------------ | -- | -- | - | -- | --------- | -- |
| 1    | MoDo AIK           | 36 | 24 | 5 | 7  | 169 - 101 | 53 |
| 2    | Färjestads BK      | 36 | 19 | 6 | 11 | 153 - 122 | 44 |
| 3    | Djurgårdens IF     | 36 | 20 | 2 | 14 | 178 - 140 | 42 |
| 4    | Leksands IF        | 36 | 19 | 4 | 13 | 150 - 131 | 42 |
| 5    | Västra Frölunda IF | 36 | 18 | 4 | 14 | 157 - 129 | 40 |
| 6    | Skellefteå AIK     | 36 | 16 | 3 | 17 | 129 - 142 | 35 |
| 7    | Brynäs IF          | 36 | 15 | 5 | 16 | 133 - 148 | 35 |
| 8    | AIK                | 36 | 13 | 7 | 16 | 133 - 137 | 33 |
| 9    | IF Björklöven      | 36 | 8  | 7 | 21 | 111 - 157 | 23 |
| 10   | Örebro IK          | 36 | 3  | 7 | 26 | 95 - 201  | 13 |

## Play off

### Semifinále
- MoDo AIK - Leksands IF 2:1 (1:4, 4:3, 5:3)
- Färjestads BK - Djurgårdens IF 1:2 (5:4 P, 1:5, 1:5)

### Finále
- MoDo AIK - Djurgårdens IF 2:1 (4:6, 6:4, 8:3)